# Brahmaea wallichii
Espèce
Synonymes
- Bombyx wallichii Gray, 1831
- Brahmaea conchifera Butler, 1880[1]
- Brahmophthalma wallichii

Brahmaea wallichii est une des plus grandes espèces de papillons de nuit de la famille des Brahmaeidae. On le trouve dans le nord de l'Inde, au Népal, au Bhoutan, en Birmanie, en Chine, à Taïwan et au Japon. Son envergure est d'environ 90 à 160 mm.

## Apparence
Ce papillon de nuit a des taches oculaires bien développées sur les ailes antérieures et un motif caractéristique de rayures brun-noir. Les marges brun clair de ses ailes postérieures présentent de petites taches blanches triangulaires. Son corps robuste est également noir et marron, avec des rayures brun-orange caractéristiques.

## Étymologie
L'espèce porte le nom du botaniste Nathaniel Wallich (1786-1854).

## Comportement
Ses chenilles se nourrissent de Frêne commun, de Troènes et de Lilas commun. En captivité, elles se nourrissent également de Sureaus. Elles sont capables de neutraliser les toxines végétales produites par les troènes.
Les papillons adultes sont actifs la nuit ; pendant la journée, ils se reposent les ailes déployées sur le tronc des arbres ou sur le sol. Lorsqu'il est dérangé, le papillon ne s'envole pas, mais bat violemment des ailes.

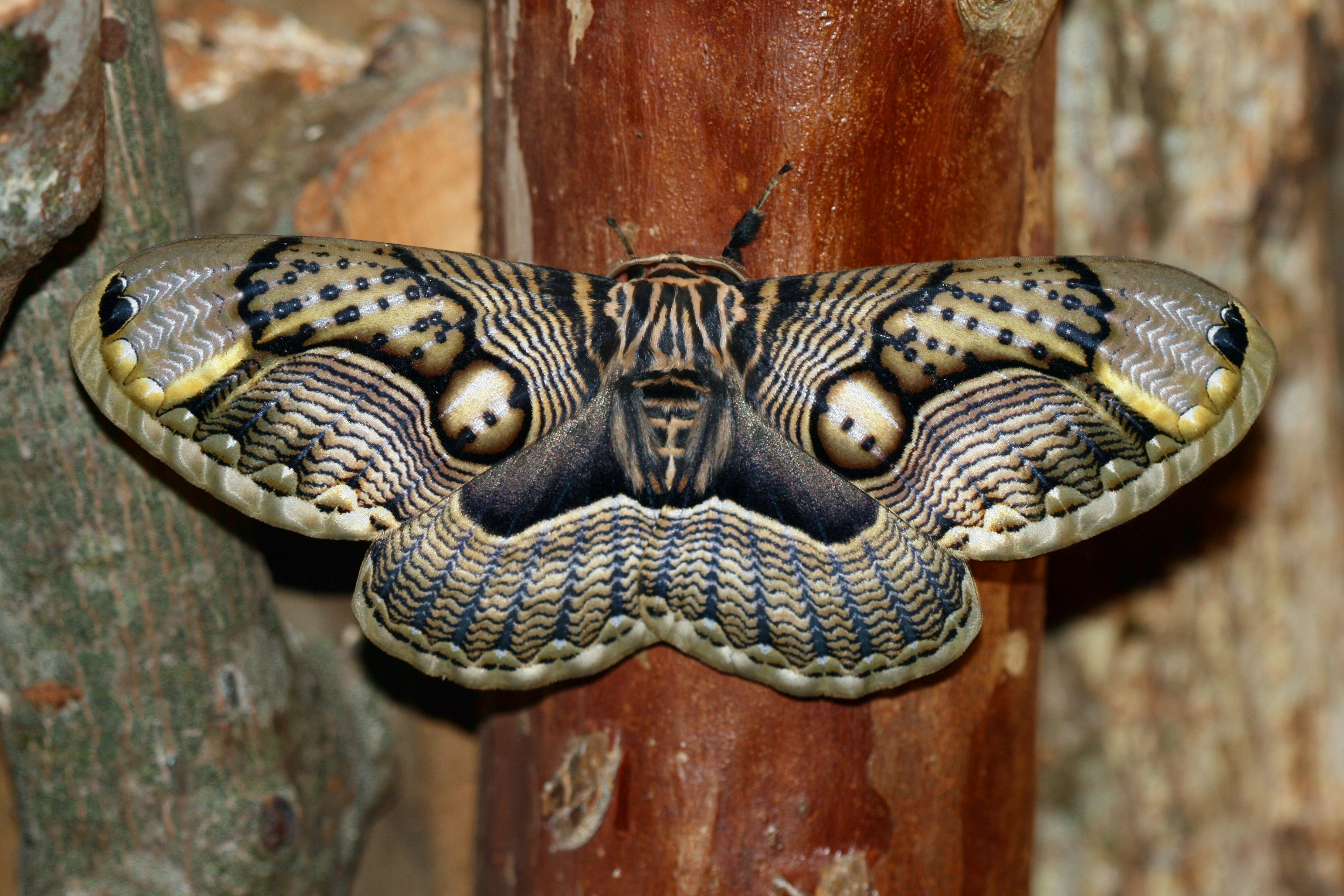
Spécimen au repos à Taïwan.

## Habitat
L'espèce a pour habitat à la fois les forêts tropicales et tempérées.

## Sous-espèces
- Brahmaea wallichii wallichii
- Brahmaea wallichii insulata Inoue, 1984 (Taïwan)
- Brahmaea wallichii saifulica de Freina, 1983 (ouest de l'Himalaya)